# Roald H. Fryxell
Roald H. Fryxell (18 de febrero de 1934 – 18 de mayo de 1974) fue un geólogo, arqueólogo y profesor universitario estadounidense.

## Semblanza
Roald Hilding Fryxell era hijo de Fritiof Fryxell, geólogo y profesor, y de Regina Holmén Fryxell, una organista y profesora de música, ambos en la facultad del Augustana College de Illinois, en la que se graduó en 1956 en geología. En 1971 completó su doctorado en la Universidad de Idaho.
El doctor Fryxell, conocido como "Fryx" por sus amigos, posteriormente pasó a ser profesor de geocronología en la Universidad Estatal de Washington, adquiriendo renombre por su trabajo interdisciplinario en geoarqueología. Durante los años1960 colaboró con dos miembros de la Encuesta Geológica de los EE. UU., siendo patrocinado por la Fundación Nacional para la Ciencia para estudiar el lugar arqueológico de Hueyatlaco, en la orilla norte del Embalse de Valsequillo, en el estado de Puebla, México. Descubrieron herramientas de piedra que dataron con una antigüedad de 250,000 años. Esta datación fue recibida con gran escepticismo por la comunidad arqueológica.
En 1968 Fryxell fue coinvestigador principal con Richard Daugherty (WSU) durante las excavaciones del Marmes Rockshelter en el cauce del Río Palouse, cerca de su confluencia con el río Snake en el sureste del estado de Washington, donde se encontraron algunos de los restos humanos más antiguos del hemisferio occidental, datados en 12.000 años de edad.
En 1971 fue seleccionado para formar parte del equipo de geólogos que examinaron en Houston las rocas que trajeron de la Luna las naves del Programa Apolo. También diseñó el aparato utilizado para tomar muestras por sondeo de la superficie lunar. 
Fryxell falleció en 1974 en un accidente automovilístico.

## Reconocimientos
- Su familia decidió honrar su memoria instituyendo el Premio Fryxell de Investigación Interdisciplinaria, concedido anualmente por la Sociedad Estadounidense de Arqueología, que también organiza el Simposio Fryxell durante sus reuniones.
- La Beca Roald H. Fryxell es concedida por la Universidad Augustana.
- Sus colegas de la Universidad Estatal de Washington instituyeron el Fondo de Publicaciones Roald Fryxell del Departamento de Antropología.[5][6]
- Un refugio en la catarata Palouse también lleva su nombre,
- El cráter lunar Fryxell lleva este nombre en su memoria.